# Magnus Cedenblad
Magnus William Cedenblad, född 10 april 1982 i Stockholm, är en svensk före detta MMA-utövare som 2012–2016 tävlade i organisationen Ultimate Fighting Championship.

## Karriär

### Tidig karriär
Cedenblad debuterade inom professionell MMA den 20 april 2007 i Helsingfors och förlorade matchen via KO. Han förlorade sedan ytterligare en match innan han bytte viktklass från lätt tungvikt till mellanvikt.
Efter det vann Cedenblad tio av sina elva efterföljande matcher i den nya viktklassen.

### UFC
I januari 2012 skrev Cedenblad på ett kontrakt med organisationen UFC.
I sin debutmatch på UFC on Fuel TV: Gustafsson vs. Silva som arrangerades i Stockholm den 14 april 2012 mötte han Francis Carmont och förlorade via submission i den andra ronden.
Den 31 augusti 2013 mötte Cedenblad amerikanen Jared Hamman och vann matchen via teknisk submission i den första ronden.
Cedenblad besegrade Krzysztof Jotko via submission den 31 maj 2014 och tilldelades en Performance of the Night-bonus på 50 000 USD.
Den 4 oktober 2014 mötte Cedenblad engelsmannen Scott Askham och vann matchen via domslut.
Cedenblad mötte sydafrikanen Garreth McLellan på UFC Fight Night: Overeem vs. Arlovski den 8 maj 2016 i Rotterdam och vann matchen via TKO i den andra ronden.
Den 19 november 2016 mötte Cedenblad walesaren Jack Marshman på UFC Fight Night: Mousasi vs. Hall 2 i Belfast. Marshman vann matchen via TKO i den andra ronden.

### Lägger av
Efter att ha tampats med ett antal skador och flera operationer meddelade Cedenblad officiellt att han lägger av nästan två år efter sin sista match.

## Tävlingsfacit
| Resultat | Facit | Motståndare       | Metod                   | Evenemang                             | Datum            | Rond | Tid  | Plats                    | Notering         |
| -------- | ----- | ----------------- | ----------------------- | ------------------------------------- | ---------------- | ---- | ---- | ------------------------ | ---------------- |
| Förlust  | 0–1   | Jevgenij Smirnov  | KO (slag)               | The Cage Vol. 7                       | 20 april 2007    | 1    | 0:33 | Helsingfors, Finland     |                  |
| Förlust  | 0–2   | Juha Saarinen     | Submission (armbar)     | Carelia Fight 3                       | 1 september 2007 | 2    | 2:02 | Imatra, Finland          |                  |
| Vinst    | 1–2   | Danny Doherty     | TKO (slag)              | Superior Challenge 1                  | 5 april 2008     | 1    | 2:44 | Stockholm, Sverige       | Mellanviktsdebut |
| Vinst    | 2–2   | Frank Vatan       | TKO (knän)              | Superior Challenge 2                  | 25 oktober 2008  | 1    | 0:51 | Stockholm, Sverige       |                  |
| Vinst    | 3–2   | Sergej Nikitin    | Submission (rear-naked) | ProFC - Russia vs. Europe             | 29 mars 2009     | 1    | 4:15 | Rostov-na-Donu, Ryssland |                  |
| Förlust  | 3–3   | Mats Nilsson      | Submission (rear-naked) | The Zone FC 4                         | 25 april 2009    | 1    | 3:49 | Göteborg, Sverige        |                  |
| Vinst    | 4–3   | Jonas Hellqvist   | TKO (slag)              | Superior Challenge 4                  | 31 oktober 2009  | 1    | 3:37 | Stockholm, Sverige       |                  |
| Vinst    | 5–3   | Patrik Kincl      | TKO (slag)              | Superior Challenge 5                  | 1 maj 2010       | 2    | 2:32 | Stockholm, Sverige       |                  |
| Vinst    | 6–3   | Tomáš Kužela      | TKO (slag)              | Heroes Gate 1                         | 29 maj 2010      | 2    | 4:04 | Prag, Tjeckien           |                  |
| Vinst    | 7–3   | Valdas Pocevicius | TKO (slag)              | Vision FC 1                           | 28 augusti 2010  | 1    | 1:00 | Karlstad, Sverige        |                  |
| Vinst    | 8–3   | Allan Love        | Domslut (enhälligt)     | Superior Challenge 6                  | 29 oktober 2010  | 3    | 5:00 | Stockholm, Sverige       |                  |
| Vinst    | 9–3   | Benas Mikalauskas | Submission (D’Arce)     | Vision FC 2                           | 19 mars 2011     | 1    | 1:52 | Karlstad, Sverige        |                  |
| Vinst    | 10–3  | Dan Edwards       | Submission (kimura)     | Fight for Change 1                    | 29 oktober 2011  | 1    | 1:27 | Oskarshamn, Sverige      |                  |
| Förlust  | 10–4  | Francis Carmont   | Submission (rear-naked) | UFC on Fuel TV: Gustafsson vs. Silva  | 14 april 2012    | 2    | 1:42 | Stockholm, Sverige       |                  |
| Vinst    | 11–4  | Jared Hamman      | Submission (giljotin)   | UFC 164                               | 31 augusti 2013  | 1    | 0:57 | Milwaukee, WI, USA       |                  |
| Vinst    | 12–4  | Krzysztof Jotko   | Submission (giljotin)   | UFC Fight Night: Munoz vs. Mousasi    | 31 maj 2014      | 2    | 4:59 | Berlin, Tyskland         |                  |
| Vinst    | 13–4  | Scott Askham      | Domslut (enhälligt)     | UFC Fight Night: Nelson vs. Story     | 4 oktober 2014   | 3    | 5:00 | Stockholm, Sverige       |                  |
| Vinst    | 14–4  | Garreth McLellan  | TKO (spark och slag)    | UFC Fight Night: Overeem vs. Arlovski | 8 maj 2016       | 2    | 0:47 | Rotterdam, Nederländerna |                  |
| Förlust  | 14–5  | Jack Marshman     | TKO (slag)              | UFC Fight Night: Mousasi vs. Hall 2   | 19 november 2016 | 2    | 3:32 | Belfast, Nordirland      |                  |